# Kotwica Pińsk
Kotwica Pińsk – polski klub piłkarski z siedzibą w Pińsku. Mistrz Poleskiego OZPN w latach 1935 i 1936. Rozwiązany podczas II wojny światowej.

## Historia
Klub założony przez marynarzy Flotylli Rzecznej Marynarki Wojennej, do 1931 roku zwanej Flotyllą Pińską. Niejasna jest data powstania klubu. Komandor Józefa Wiesław Dyskant podaje, że jako klub wielosekcyjny z sekcjami: piłki nożnej, pięściarstwa, szermierki i hokeja na lodzie – Kotwica powstała 5 listopada 1934 roku. Wątpliwości jednak budzą inne źródła, jak choćby wzmianka w Przeglądzie Sportowym, informująca o meczu między WKS Kotwica Pińsk a przybyłą do Pińska drugą drużyną Legii Warszawa (wynik: 2:2).  Prawdopodobnie informacja komandora Dyskanta odnosi się do oficjalnego powstania klubu wielosekcyjnego lub momentu ustanowienia jego statutu. Być może wcześniej pod nazwą Kotwica grała grupa entuzjastów rekrutujących się z Flotylli, tak jak grało wiele innych zespołów przy garnizonach, przeważnie występujących pod  wojskową nazwą swojej jednostki (np. WKS 22 pułk piechoty Siedlce, drużyna 82 pułku piechoty Brześć czy 9 Pułk Artylerii Ciężkiej). Bo że pińscy marynarze grali w piłkę wcześniej, to nie ulega wątpliwości. Gazeta „Sport” z 1923 roku w artykule pod tytułem „Z życia towarzystw” autorstwa R.W. Horoszkiewicza donosiła:
"W Pińsku znajdują się dwa porty, handlowy i wojenny. Ten drugi to zasługa i chluba już polska. Właśnie w czasie mojego tu pobytu odbyło się 22 bm. uroczyste otwarcie kampanji letniej flotylli pińskiej: „Marynarski klub sportowy”, którego prezesem jest botsmen Jan Sobieski. Uprawia on głównie piłkę nożną i zamierza w najbliższej przyszłości rozegrać match’e z miejscowemi drużynami: żydowską i rosyjską (Lepszą jest rosyjska)."
W zbiorach Centralnego Archiwum Wojskowego są też liczne dokumenty dotyczące sukcesów pływaków, bokserów i szermierzy reprezentujących barwy Kotwicy.
Klub przestał istnieć z dniem wkroczenia wojsk sowieckich i zagarnięcia polskich ziem na wschodzie.

## Herb i barwy
Herb Kotwicy to niebieska tarcza z ukośnie biegnącym przez środek tarczy białym pasem, na której znajdowała się kotwica z oplotem z liny – emblemat Marynarki Wojennej.

## Rozgrywki
Do połowy lat 30. mistrzostwa okręgu wygrywały kluby z Brześcia ale w roku 1935 Kotwica wygrała rozgrywki ligi okręgowej Poleskiego OZPN, pokonując w rywalizacji Pogoń Brześć – w Pińsku 3-1, gdzie bramki dla Kotwicy zdobyli: Drabik (samobójcza), Nowotny i Jurgielewicz a na wyjeździe aż 3-6 (bramki: ppor. obs. Tymosławski (4), Jozefow i Bator (po 1 golu). W dalszych eliminacjach mistrzów okręgówek o awans do I ligi krajowej, Kotwica przegrała w swej grupie ze Śmigłym Wilno 28 lipca 1935 roku na wyjeździe 5-2 (bramki dla wilniuków: Naczulski (2), por. Browko (2), por. Drąg, dla Kotwicy: Wolanis i Nowotny z karnego). W rewanżu 4 sierpnia w Pińsku Śmigły wygrał 1-2 (bramka dla Kotwicy ppor. obs. Tymosławski, dla gości: Pawłowski i Hajdul) przy dwóch tysiącach widzów. Z nieznanych bliżej powodów pińska drużyna nie przystąpiła do kolejnych pojedynków z Warmią Grajewo i oba te spotkania zweryfikowano jako walkowery dla Warmii, czyli dwa zwycięstwa 3-0. Kotwica zakończyła więc rozgrywki z dorobkiem: 0 pkt i 3-13 w bramkach. Drużyna Kotwicy w 1935 roku grała w składzie:  Pawłowski (bramkarz), Jurgielewicz, Nowotny (najlepszy obrońca), Michałowski, Sudał, Tymosławski (czołowy napastnik, który występował także w Warszawiance, AKS Chorzów i Union Touring Łódź), Krakus, Bator (wcześniej grał w Garbarni Kraków), Jozefow, Wolanis, Mazur.
W 1936 roku pińscy marynarze tryumfowali w poleskiej lidze okręgowej. Na kolejnym szczeblu, Kotwica w zmienionym pucharowym systemie rozgrywek doznała porażek w dwumeczu z Hallerczykiem Równe, przegrywając 12 lipca na wyjeździe 5-0 oraz 19 lipca u siebie 0-1 i tym samym odpadając z rozgrywek. Kierownictwo pińskiej drużyny złożyło protest jakoby w drużynie z Wołynia grał nieuprawniony gracz, ale zarzut ten został przez piłkarskie władze oddalony.
W latach 1937-38 mistrzostwo w poleskim okręgu wywalczyły brzeskie: Pogoń i Ruch, a najlepszym zespołem z Pińska był wówczas Klub Przysposobienia Wojskowego Ognisko Pińsk. W 1937 roku Kotwica wywalczyła Puchar Prezydenta Miasta Pińska, przy czym brak jest informacji, kto uczestniczył w tych rozgrywkach (najsilniejszym lokalnym rywalem był Klub Przysposobienia Wojskowego Ognisko a z innych – żydowskie Hakoah i Makabi). W tym samym roku piłkarze WKS zostali też mistrzami Marynarki Wojennej, które to zawody dotyczyły praktycznie marynarzy z Pińska i Gdyni.  W 1939 roku marynarze z Kotwicy nie przystąpili do oficjalnych rozgrywek, a powodem były wzmożone już ćwiczenia i przygotowania do nadchodzącej wojny. Okręg poleski w oficjalnych rozgrywkach reprezentował tego roku KPW Ognisko, walcząc bez powodzenia w grupie kwalifikacyjnej z WKS Grodno i Śmigłym Wilno. Mimo przerwy w rozgrywkach Kotwica  pokonała w towarzyskim meczu KPW Ognisko 9-2.

## Władze klubu
Pod koniec 1934 roku prezesem WKS Kotwica został kpt. mar. Marian Foltyn. Kierownikiem sekcji piłkarskiej, napastnik – ppor. obs. Michał Tymosławski (po wojnie mieszkał w Świdniku i przez pewien czas trenował tamtejszą Avię). Kolejnymi włodarzami klubu od połowy 1936, po służbowym przeniesieniu kpt. mar. Foltyna byli: kpt. mar. Roman Kanafoyski – prezes i dwaj wiceprezesi – kpt. mar. Edward Jodkowski i kpt. art. Jerzy Wojciechowski.

## Znani piłkarze
- Michał Tymosławski[3] – zawodnik także: KS Warszawianka, AKS Chorzów, Union Touring Łódź, a po wojnie trener Wisły Puławy[4] i Avii Świdnik.

## Inne
- Ognisko Pińsk
- Orzeł Pińsk
- Pogoń Brześć
- Ruch Brześć
- WKS Brześć
- WKS 82 pp Brześć
- WKS 4 dsp Brześć